# 安場末喜
安場 末喜（やすば すえのぶ / まき、1858年6月11日（安政5年5月1日） - 1930年（昭和5年）3月20日）は、日本の実業家・政治家。貴族院男爵議員。従三位勲三等、公正会所属。

## 経歴
熊本県出身。熊本藩士・下津休也の五男として生まれる。1871年（明治4年）、東京に出て大学南校に学び、半年にして郷に帰り、竹崎律治郎の家塾日進学堂において和漢の書籍を学ぶ。1875年（明治8年）に男爵・安場保和の婿養子となる。
1876年（明治9年）、再び東京に出て慶應義塾に入り、1880年（明治13年）まで在塾する。1885年（明治18年）、印刷局に出仕し、判任技手として製紙業に従事する。1890年（明治23年）、慶應義塾特選、製紙事業研究のため米国留学。
その後、官を退き東肥製紙へ勤務。官営模範工場や三菱合資会社、堺セルロイドで製糸業に従事。台湾総督府製紙事業取調事務等を務める。後に台東製糖社長、台東開拓社長、大日本セメント・新竹製糖・岐阜電力の各監査役などを歴任。
養父の死去に伴い、1899年（明治32年）6月7日、男爵を襲爵。1904年（明治37年）7月10日、貴族院男爵議員に選出され、死去するまで在任した。

## 親族
- 妻 安場トモ（養父長女）[2]
- 長男 安場保健（工学者・貴族院男爵議員。妻・輝子は田健治郎二女）
- 二男 安場保雄（海軍中将、岳父は栃内曽次郎）
- 三男 村田保定（弁護士・貴族院男爵議員）
- 四男 安場保国（山陽パルプ副社長。妻・小夜は井野英一長女[9]。子に経済学者の安場保吉）
- 娘のツキ、冨美、嘉智は、それぞれ富永敏麿（矢野二郎の甥、工学士、日本郵船重役）、清野謙次（医学博士）、平野義太郎（法学博士）に嫁ぐ。
- 義弟に後藤新平（養父安場保和の次女・かづの夫）。